# Ross Mark III
Créé par un Écossais, le baron Charles Ross, 9e du nom (en), le carabine à verrou Ross Mark III fut réglementaire dans les forces armées du Canada avant et pendant la Première Guerre mondiale. Il fut adopté officiellement par l'armée canadienne en mars 1903 et par la Gendarmerie royale du Canada en 1905, dans sa version Mark I. Doté d'un verrou à armement rectiligne, il tirait une munition spécifique et était très précis au tir. Souffrant de graves défauts, il fut modernisé et modifié pour devenir le Mark II, puis le Mark III en 1914. Il s'avéra bien vite impropre au combat dans la boue et dangereux pour ses utilisateurs, et fut remplacé par le Lee-Enfield Mark III sur le front après avril 1915, puis fut officiellement retiré en septembre 1916.

## Historique

### Conception et premiers déboires

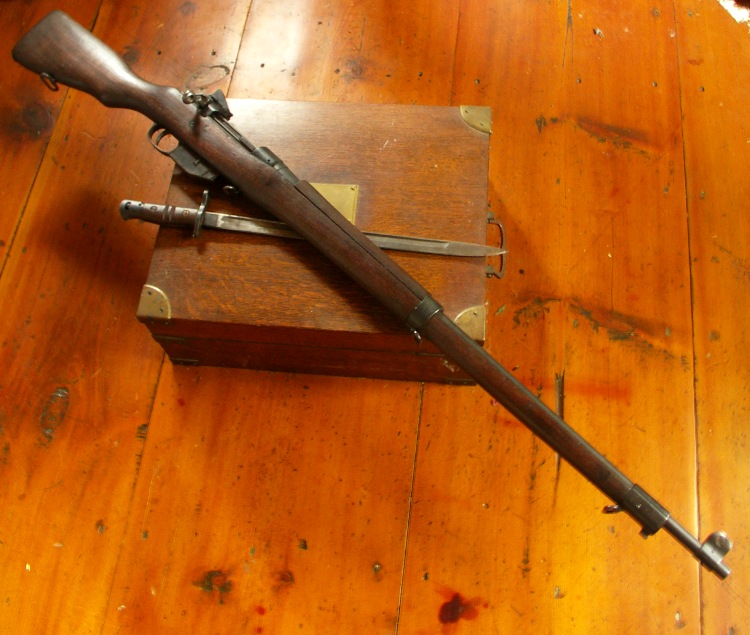
Un Ross Mark IIIB avec une baïonnette datant de 1910.

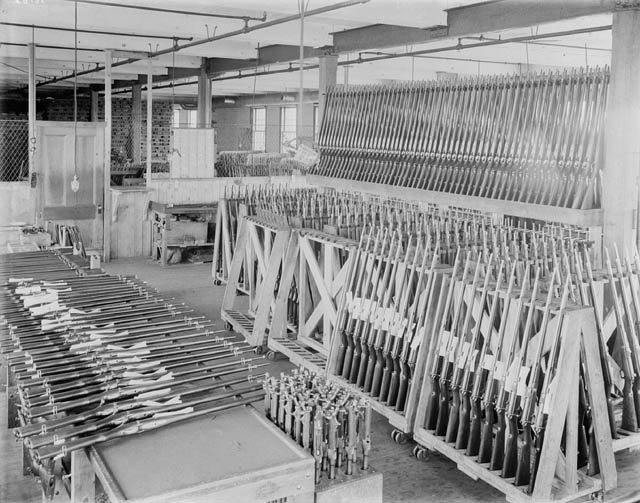
Vue de la fabrique au Québec du fusil Ross.

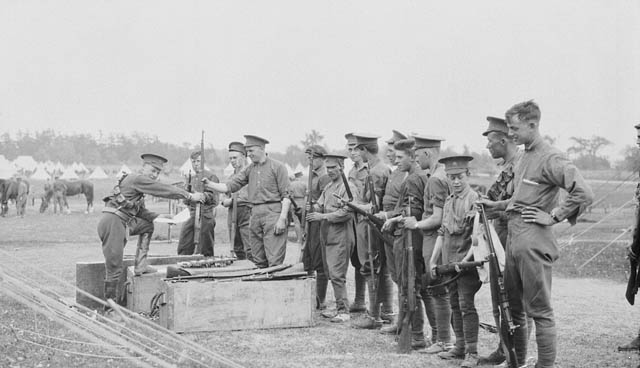
Soldats remettant les cibles atteintes avec un fusil Ross en 1915 au Camp Barriefield.

Le fait que le Royaume-Uni refusa au Canada l'autorisation de fabriquer des Lee-Enfield durant la guerre des Boers (1899-1902) offrit à son concepteur Charles Ross, un baron écossais soutenu par le ministre de la Milice et de la Défense Sir Frederick William Borden, l'occasion de présenter cette arme comme alternative pour l'équipement de la milice canadienne au gouvernement du Premier ministre du Canada Wilfrid Laurier.
L'annonce de la construction d'une usine pour ce fusil est faite à la mi-avril 1902. La Ross Rifle Company s'établit dans la ville de Québec dans le site construit dans les Plaines d'Abraham en 1903.
La commande initiale porte sur 12 000 exemplaires qui doivent être livrés en 1903 mais seulement 1 361 sont fabriqués en 1905. L'acier du canon vient de Pittsburgh. Le bois de la crosse est européen. Les pièces forgées comme le percuteur ou la gâchette sont fabriquées à Hartford (Connecticut). Le cadre de métal est confectionné à Attleboro, dans le Massachusetts.
Sur les 1 000 premiers exemplaires expédiés à la Police montée du Nord-Ouest, on recense 113 défauts et incidents plus ou moins graves en 1906 dont une blessure à l’œil due à un retour de culasse. Ils sont rappelés par le fabricant la même année. Pour chaque fusil produit, on calcule que le gouvernement a déboursé 440 dollars canadiens, soit plus que le salaire moyen annuel au Québec à la même époque.

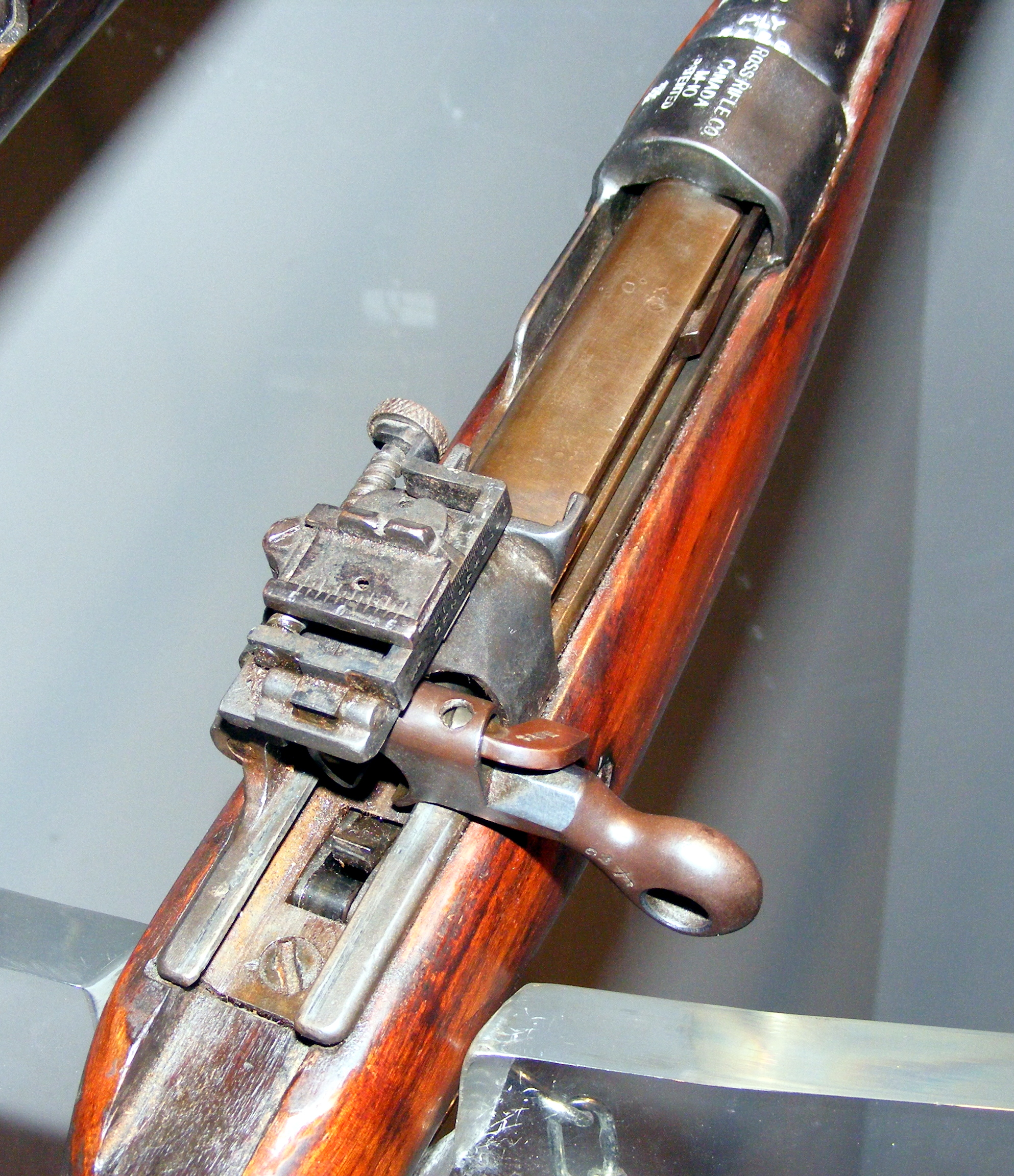
Culasse d'un fusil à verrou canadien Ross Mark III, version entrée en service en 1914.

Ross surmonte cette crise avec le soutien de nombreux politiciens, affichant sa volonté de répondre à la demande de modification de la version d'origine. Le Mark II remplace entièrement la première version en 1911.
Au 30 juillet 1914, 12 200 Ross ont été livrés sur les 30 000 commandés. En août 1914, la quasi-totalité des troupes canadiennes est équipée de la version Mark III mise en service cette année-la. Plus lourde, elle comprend un magasin plus grand et une hausse montée derrière le coupleur de chargeur.
Le 10 août, le ministre de la défense Sam Hughes, ami de Charles Ross, commande 30 000 armes supplémentaires pour équiper le corps expéditionnaire canadien.

### L'épreuve du feu
Le déploiement massif de l'arme sur le front de l'Ouest début 1915 montre rapidement les faiblesses de ce fusil :
- son poids de 4,5 kg est considéré comme trop élevé pour les manœuvres rapides sur le champ de bataille ;
- sa longueur de 1,50 m est jugée trop grande pour les espaces confinés de la tranchée (la taille moyenne du soldat canadien en 1914 est de 1,60 m[2]) ;
- en raison de sa conception complexe, les utilisateurs remontent souvent mal sa culasse fonctionnant par un mouvement de traction rectiligne, conduisant à ce que le fusil s'enraye ;
- la baïonnette tombe souvent lors du tir ;
- le magasin est mal conçu ;
- un mauvais mécanisme d'alimentation en munitions rend le tir rapide difficile ;
- le cran de sûreté coupe souvent le pouce du soldat l'utilisant ;
- son filetage ne supporte pas la saleté qui bloque souvent la culasse, tant en position ouverte que fermée ;
- les munitions britanniques ne correspondent pas aux normes canadiennes plus pointues. La munition canadienne D.A. 1914 Mark VII est en effet d'un calibre légèrement plus petit que le .303 British standard[3].

Les problèmes ont culminé avec la seconde bataille d'Ypres, de nombreux soldats canadiens aux abois se débarrassent de leur arme pour récupérer des Lee-Enfield de leurs camarades britanniques tués et blessés ou des armes prises à l'ennemi. Sur les 5 000 survivants de cette bataille, plus de 1 400 se sont débarrassés de leur fusil Ross.
Sir Edwin Alfred Hervey Alderson, commandant le corps expéditionnaire canadien, présente un document indiquant les dix[Combien ?] carences de l'arme et que 85 % des troupes canadiennes ne souhaitent plus s'en servir. Hughes est furieux, il envoie à 281 hauts gradés un courrier qui prend la défense du fusil Ross et qui met en cause Alderson. Ce dernier demande alors à ses subordonnés de rédiger des rapports sur l'efficacité du fusil Ross. Richard Turner envoie une copie de cet ordre à Hughes et tente de ralentir l'envoi des rapports.
Malgré le refus de Hughes d'autoriser le remplacement de ce fusil, le Field-marshall Sir John French commandant le corps expéditionnaire britannique ordonne le 13 juin 1915 que la 1re Division canadienne soit équipée de fusils britanniques Lee-Enfield. En juillet 1916, son successeur, le général Sir Douglas Haig en consultation avec Hervey Alderson ordonne le remplacement des Ross dans l'ensemble des forces canadiennes en France.
Il est officiellement remplacé en septembre 1916 mais reste en service chez les tireurs d'élite.
En novembre 1916, le ministre Sam Hughes qui continuait à défendre le Ross est écarté du Cabinet du Canada.
La production descend à quelques fusils par jour, avant de cesser complètement, le 19 mars 1917. Le gouvernement canadien saisit les bâtiments de l'usine quelques jours plus tard, donne deux millions de dollars de dédommagement à Ross, mais l'idée initiale de reconvertir l'usine pour la production de Lee-Enfield est abandonnée car cela nécessiterait deux années de travaux. En 20 ans, le programme du fusil Ross a coûté 12 millions de dollars canadiens à l'administration canadienne, soit environ 250 millions de dollars valeur 2014. En septembre 1931, l'usine des Plaines est démolie, pour faire place à une vaste citerne souterraine.

## Autres utilisateurs
Un total de 419 310 fusils Ross ont été fabriqués, dont 342 040 ont été achetés par le gouvernement britannique. Une partie de ceux-ci seront livrés aux armées blanches, aux pays baltes et à l'Arménie durant la guerre civile russe.
Voici, selon le forum spécialisé Military Surplus Collectors, la destination des armes au fil du temps :
- Fusils Ross Mk111B (Mark IIIB) commandés par le gouvernement britannique, 100 000. Effectivement livrés: 66 591 ;
- Repris par le Royaume-Uni en échange de fusils Lee-Enfield Mark III : 95 674 ;
- Achetés par l'Amirauté britannique et fournis aux États-Unis en 1915 : 750 ;
- Environ 2 000 fournis aux États-Unis pour l'entraînement des troupes après l'entrée en guerre en 1917 :
- Environ 25 000 achetés par le Royaume-Uni, fournis à la république d'Arménie, tous récupérés par l'URSS ;
- Environ 20 000 achetés par le Royaume-Uni, fournis aux Pays Baltes durant les guerres d'indépendance lettone et estonienne, tous récupérés par l'URSS ;
- 200 000 fusils, dont des Ross, sont fournis aux armées blanches en Ukraine durant la guerre civile russe  ;
- Quelques milliers de fusils Ross provenant d'URSS sont livrés à l'armée populaire de la République espagnole durant la guerre civile espagnole.
- En 1920-1921, la milice canadienne a en stock 90 000 fusils Ross ;
- Achetés sur ce stock canadien en 1940 pour une utilisation dans la Home Guard : 75 000 ;
- Ce qu'il reste du stock canadien est détruit dans les années 1950 ou vendu à des particuliers.

Dans les années 1920, environ 67 100 exemplaires sont utilisés par l'armée britannique. Durant la Deuxième Guerre mondiale, on distribue des fusils Mark 3 Ross à la Marine royale canadienne, à la Garde territoriale des anciens combattants, aux unités de patrouille côtière, aux dépôts d'entraînement, à la British Home Guard, aux Soviétiques et, en 1945, au Corps de la Garde Grand-Ducale.
Le mécanisme de l'arme fut néanmoins repris pour des armes de chasse et de tir sportif.